# دارکو پریچ (بازیگر)
دارکو پریچ (سیریلیک صربی: Дарко Перић؛ زادهٔ ۲۵ مارس ۱۹۷۷) بازیگر صربی است. وی بیشتر به خاطر بازی در نقش هلسینکی در سریال هیجان‌انگیز جنایی اسپانیایی خانه کاغذی (۲۰۱۷–اکنون) شناخته شده‌است.

## اوایل زندگی
پریچ در ۲۵ مارس ۱۹۷۷ در کلادوو متولد شد. وی از سنین جوانی به هنر علاقه نشان داد. اولین بار وی در شش سالگی روی صحنه داد، هنگامی که یک خواننده کوبایی او را به خواندن «گوآنتانامرا» دعوت کرد. آن لحظه از او الهام گرفت تا در هر بازی مدرسه‌ای بازی کند. در سال ۱۹۹۱، در آغاز جنگ‌های یوگسلاو، رویاهای او برای رفتن به مدرسه انیمیشن در زاگرب متوقف شد. والدینش تصمیم گرفتند که او در عوض باید پزشک شود. وی به دانشکده دامپزشکی در بخارست در رومانی اعزام شد و به لطف دوستان دانشجویی خود در آکادمی فیلم رومانی، اشتیاقش به سینما و تئاتر را دوباره کشف کرد. در این مدت، وی ضمن بازی در فیلم‌های کوتاه، به تحصیل در رشته پزشکی ادامه داد.
در سال ۱۹۹۴، پریچ به شهر رومانیایی تیمیشوارا رفت و در آنجا تحصیلات پزشکی خود را ادامه داد و در تئاتر زنده اجرا کرد. وی پس از شش سال زندگی در تیمیشوارا، تحصیلات خود را به پایان رساند و با افتخارات در رشته دامپزشکی فارغ‌التحصیل شد. وی در حالی که در آنجا بود، در صحنه‌های محلی سخت و پانک شرکت کرده بود، در گروه‌های موسیقی آواز می‌خواند و در مرکز فرهنگی محلی سازمان می‌داد تا در آنجا با بسیاری از هنرمندان بین‌المللی دیدار کند. این امر او را القا کرد که به آلمان منتقل شود، جایی که در برلین مستقر شد. وی تا سال ۲۰۰۴، وقتی به اسپانیا نقل مکان کرد و بارسلون را به عنوان محلی برای زندگی انتخاب کرد، همچنان در فیلم‌های کوتاه بازیگری را ادامه داد.

## حرفه
پریچ در اولین کار اصلی اسپانیایی خود در سریال کراماتوریوم برای کانال+ در سال ۲۰۱۰ بازیگر شد. در سال ۲۰۱۵، او در یک روز عالی اجرا کرد. در سال ۲۰۱۶، او در سریال اترسمدیا بازی کرد، که در آن اوسو، یک گانگستر اوکراینی و اصلی شرور این سریال را بازی کرد. معروف‌ترین نقش او نقش هلسینکی در سریال جنایی خانه کاغذی (۲۰۱۷–اکنون) است. این سریال توسط نتفلیکس بدست آمد و به آن کمک کرد تا به یکی از تماشایی‌ترین نمایش‌ها تبدیل شود و این جایزه بهترین درام را در جوایز امی در سال ۲۰۱۸ کسب کرد.

## زندگی شخصی
پریچ در کلاس‌های استاد با عنوان «چی کونگ: آمادگی جسمی و روانی برای بازیگران» به چی کونگ در سراسر جهان می‌آموزد. او یک هوادار مشتاق بسکتبال است.